# Julia Abraham
Pour les articles homonymes, voir Abraham (homonymie).
Julia Abraham, née le 10 août 1992, est une enseignante et une personnalité politique française. Elle est conseillère régionale du Grand Est et membre du comité central du Rassemblement national.

## Biographie
Ses parents, militants FN, font connaissance lors d’un meeting en 1988. Son père, professeur de physique-chimie au collège, a été candidat FN aux cantonales de 1985 et sa mère, professeur d’allemand de formation, aux législatives de 1988.
Julia Abraham, née le 10 août 1992, grandit à Le Bonhomme.
Elle étudie en classe préparatoire littéraire (hypokhâgne) au lycée Fustel-de-Coulanges à Strasbourg pour devenir enseignante.
Julia Abraham adhère au FN en 2010, à l’âge de 18 ans,. Elle fait partie du FNJ. Qualifiée pour le second tour des élections cantonales dans le Canton de Guebwiller (Haut-Rhin), elle arrive juste derrière le candidat UMP Alain Grappe, maire d'Orschwihr, qui la devance de seulement 63 voix.
Elle passe son CAPES en 2014 pour enseigner l’allemand et est numéro 2 sur la liste du FN aux municipales à Strasbourg, où elle est élue.
Elle est à l’initiative de plusieurs actions de sensibilisation sur la sécurité des femmes.
Lors des élections départementales de 2015, elle se présente avec Laurent Husser dans le canton de Strasbourg-6. Le binôme arrive en troisième position, avec 24 % des suffrages. 
Elle est présente en septième position sur la liste FN du Bas-Rhin lors des élections régionales de 2015. À la suite de ces élections, elle est élue au conseil régional du Grand Est.
Aux élections législatives 2017, candidate dans la 2e circonscription du Bas-Rhin, elle obtient 9,1 % des voix.